# Кононово (река)
Кононово — река в России, протекает в Мышкинском и Угличском районах Ярославской области; правый приток реки Катка.
Сельские населённые пункты около реки: Мышкинский район — Игнатово, Труфаново; Угличский район — Плишкино, Медлево. На правом берегу реки находится урочище Чертуха.